# في كهوف دراجوسان
في كهوف دراجوسان هو العدد الخاص الأول من سلسلة الأعداد الخاصة التي تتبع سلسلة ما وراء الطبيعة التي تصدرها المؤسسة العربية الحديثة ضمن روايات مصرية للجيب للكاتب أحمد خالد توفيق تعد السلسلة أول سلسلة روايات عربية في أدب الرعب.

## أحداث الرواية
يكون رفعت إسماعيل في هذه القرية الأسكتلندية يتحقق من أسطورة ما، وهناك يسمع عن بحكايات عن الشعب الذي يعيش تحت الأرض، ويحكمه طاغية يدعى دراجوسان، حيث كان يخرج هذا الشعب من الكهوف ويقيم أحتفالات همجية، حتى جاء إقطاعى يدعى أرشيبالد ماكتاير وتعاون هو ومائة جندي لأغلاق مدخل الكهوف، وصار من العسير رؤية أي فتحة.
حتى مرت الأعوام ورأى القوم الفتحة التي تتسع يوما بعد يوم في أحد الكهوف، ولكنهم تجاهلوها على أساس أنه لا يمكن أن يعيش هؤلاء القوم حتى الآن، ويأتي اليوم الذي يلح فيه جيمس ويلارد على رفعت إسماعيل لدخول الكهوف، ويرفض رفعت في البداية ثم يوافق في النهاية تحت الضغط ليبدأ الأثنان رحلتهما.

## نمط الرواية
القارئ هو المتحكم في هذه القصة وهو الذي يحدد نهايتها، فهو المسئول عن اختيار مسار البطل وربما يجد نفسه مضطرا لحل معظلة ما، أو الأجابة على بعض الأسئلة أو فهم كلمات العراف الغامضة، مثلا يكون أمام القارئ أختياران فإذا اختار الأول يؤدى به إلى مسار وإذا أختار الثاني يؤدى به إلى مسار مختلف تماما، يجب ذكر أن رفعت إسماعيل يموت في معظم نهايات هذه الرواية ولكن هذا لا يعنى موته في السلسلة الاصلية.

## أبطال الرواية
- رفعت إسماعيل : طبيب أمراض الدم والأستاذ الجامعي الكهل المقيم بالقاهرة، نحيل، أصلع، ذو عوينات، يعاني من كتيبة من الأمراض منها على سبيل المثال لا الحصر : القرحة المعدية، ضيق الشرايين، الربو الشعبي، التهاب الرئة، آلام المفاصل، قلق، متشائم، نحس يقع في المصائب.
- جيمس ويلارد : صحفى شاب له اهتمام بكل ما هو غريب وغير منطقى، وهو الذي يقنع رفعت إسماعيل بدخول كهوف دراجوسان.

## حول الرواية
لاقى العدد نجاحا كبير، ولكن هذا لا يعنى أن كل القراء أحبوه، حيث يعترف المؤلف أن هناك كثيرا لم يحبوا هذا الكتاب، على الرغم من وجود من أحب هذا الكتاب حبا شديدا، ولكن المؤلف يقول أنه لن يصدر كتاب بنفس النمط مرة أخرى، لأنه سيصبح كالدعابة التي قيلت من قبل.